# Le Gardien des mondes
Pour plus de détails, voir Fiche technique et Distribution.
Le Gardien des mondes (Черновик - Tchernovik) est un film russe réalisé par Sergueï Mokritski et sorti en 2018.
C'est l'adaptation du roman homonyme de Sergueï Loukianenko.
Le film suit Kirill qui est un concepteur de jeux vidéo qui se voit effacé de la mémoire de tous ceux qui le connaissaient. Il devient douanier des mondes parallèles de l'Univers.

## Synopsis
De jour, il y a un mort à Moscou. Les policiers font dégager la foule. Ils font ensuite sortir d’un fourgon cellulaire un jeune homme arrêté, endormi dans le fond et non suspect (qui sera Kirill  ensuite), qui regarde après son mobile et lit « Ton itinéraire a été calculé. Suivez mes instructions »… 

### 24 heures plus tôt
Dans une voiture en circulation de nuit dans Moscou, Anton Vladimirovitch adresse à une jeune femme (Anna ensuite) ses félicitations. Cette dernière descend de la voiture.
Kirill voit Anna arriver sur un pont. Déguisé après en poupée russe le lendemain à dix heures, et amoureux, il s’agenouille devant Anna ensuite et lui parle poétiquement en lui proposant « tous les deux d’aller au soleil et à la mer et de manger des mandarines. Ton rêve se réalise », puis Kirill lui souhaite un « bon anniversaire ». Anna lui répond sèchement après avoir basculé sa tête de poupée russe dans son dos et l’avoir reconnu : « mon anniversaire c’était hier, tu as encore oublié ». et elle lui dit ensuite « Tu inventes de nouveaux mondes dont je ne fais pas partie. Je me suis trouvé un job et j’ai un nouvel ami ».

### La tour des nuages
Dans sa société, c’est la fête du concepteur de jeu vidéo dont on apporte la maquette de « La tour des nuages » où Kirill est fêté par tous autour de lui qui boivent du champagne. Son ami à lunettes qui porte une bonnet rouge (Kotya ensuite) lui dit ensuite qu’ « Anna est montée en grade, tu ne fais plus le poids auprès d’elle et tu as besoin d’une mise à jour ». Puis Kirill lui demande de le ramener en voiture chez lui.
Kirill rentre chez lui, pose son sac à dos derrière la porte et appelle son chien « Cachou » pour le faire sortir. Mais Cachou ne vient pas et c’est une grande blonde mince et sévère qui apparaît et lui dit « Qui vous êtes ? ». Il répond «J’habite ici si cela ne vous dérange pas ». Elle répond « Et moi croyez vous ? Où est-ce que vis ?. Je vais appeler la police. Je vais crier » et elle crie. Les policiers arrivent ensuite qui l’interrogent. Kirill leur montre son passeport domicilié au « 24-6 rue Galukshina » qui est bien là où il est entré. Ils visitent l’appartement qui n’est plus du tout celui où il habitait avant et même son chien ne le reconnaît plus. La concierge dit que Monsieur Kirill habite ici depuis trois ans en ayant hérité de sa grand-mère. Peu de temps après la concierge ne le reconnaît plus non plus et son sac a disparu dans l’entrée. Les policiers lui demandent de sortir et il leur dit « Je vais où ? ».
Il appelle son ami Kotya sur son mobile pour lui demander aide et conseil en lui disant qu’une femme a pris possession de son logement et l’a changé entièrement en peu de temps et en disant qu’elle en est propriétaire.
Le lendemain à dix heures Kotya conduit Kirill en voiture au « Centre des Services Municipaux » de Moscou et Kotya fait des selfies de lui et Kirill avant d’y entrer. « Vous n’êtes pas dans notre base de données » lui dit-on alors qu’il avait vérifié hier sur son mobile qu’il était bien propriétaire hier à son ancienne adresse qui est maintenant celle de «  Renata Ivanovna » dans le Registre d’État qu’il consulte au Centre des Services Municipaux et découvre qu’il n’est sur aucun registre.
Kirill va ensuite dans sa Société où il salue « Tanya » l’hôtesse qui ne le reconnaît pas et lui donne un badge de visiteur lorsqu’il demande de voir son patron « Andrey Victorovitch ». Entré dans son bureau il lui dit qu’il est « Kirill Maximov » l’architecte des mondes nouveaux qui a créé « La Tour des nuages » et qu’il est responsable du département Images de sa Société. Son chef lui demande « Qui vous a parlé du poste à pourvoir ? Votre projet m’intéresse. Voilà mon email, envoyez-moi votre CV et votre book ». Kyrill retourne voir l’hôtesse Tanya et lui prend son téléphone pour lui faire voir les photos qu’elle a prise hier soir lors de la réception en son honneur, mais les photos n’y sont plus. Tanya appelle ses collègues pour récupérer son téléphone. Ses collègues arrivent et il les appelle tous par leurs noms mais ils ne le reconnaissent pas. Il fait scandale et son ancien patron le jette dehors. Kyrill dit alors à Kotya que c’est lui qui a monté un coup contre lui ! 
Il appelle son père et vient le voir en prenant rendez-vous mais celui-ci lui dit qu’il se trompe car il n’a pas de fils. Il appelle sa mère sur son mobile qui raccroche en lui disant « Désolé c’est une erreur ».
Il retourne à son ancien appartement et sonne à la porte du 26. La concierge demande à Renata « J’appelle la police ? ». Renata entre et dit « Non tout va bien c’est une vieille connaissance. Entre » puis « Qu’est-ce que tu veux que je te dises ? » Kirill lui répond « La vérité » et Renata lui dit « La vérité c’est que tu n’as plus de toit, plus de papiers, ni de travail, ni de parents, ni de petite amie. Tu n’as plus rien du tout même pas un chien. et je l’ai fait pour toi ».
« Quand on me cherche on me trouve » dit Kirill qui lui met un grand couteau qu’il prend dans la cuisine sous la gorge. « Maintenant tu es prêt » répond Renata qui se poignarde avec dans le ventre.  « On a réussi » lui dit Renata après qui tombe au sol avec du sang sur la bouche. « Elle s’est poignardée » dit Kirill  à un voisin qui arrive et à qui il dit « Appelez une ambulance ? ». Fondu au noir sur l’écran.
Explosions et feux. Un cristal de neige agrandi traverse l’écran en diagonale. « Votre trajet est terminé » apparaît sur le mobile de  Kirill qui  se retrouve devant une grande et vieille Tour ronde à étage, dans laquelle il entre. Il explore puis monte au premier où il y a un grand lit dans lequel il s’affale et s’endort.

### Arkan
Kirill pousse une porte qui s’effondre avec lui et qu’il porte ensuite à pleines mains devant lui. Il rentre dans la Tour des douanes en même temps qu’une avalanche de gravats et de boue dont il s’extrait. Il est maculé de terre et il se nettoie sous le rideau d’eau de la tour.
« Belle promenade » lui dit Renata. « Où est Anna ? » lui demande Kirill. « Cherche là ». Il monte au oremier et ne la trouve pas. « Où est-elle ? » - «Je l’ai envoyée quelque part ailleurs » dit Renata – « Où cela. Dites-le moi » dit Kirill. Renata détruit la tour tout autour de lui. « Vous attaquez un officier des douanes » lui dit Kirill. « Je vais te réduire en miettes. Tu vois je commande la tour maintenant » répond Renata. « Mais pas moi » dit Kirill qui la projette violemment sur le mur d’en face. Ils se bagarrent en lévitant dans l’espace et en s’envoyant des morceaux de tour par télékinésie.
« Ramène Anna et j’irai voir ailleurs. Je te demande d’être humaine même si je ne le suis pas » dit Kirill. Il la poignarde et elle tombe par terre. «Le curateur va venir réparer cela » dit Renata effondrée. Flammes et explosions. Kirill sort des gravats et il répond à sa mère qui l’appelle sur son mobie pour lui dire que tout va bien qu’il croule sous son  boulot et qu’il passera la voir ce soir.
Le Curateur apparaît alors que Kirill quitte la tour en ruines et en portant une des porte arrachée. Il lui dit « Toi aussi tu es venu pour me tuer. Je ne trouverais pas Anna sans cette porte ».
« Écoute-moi. Les portails sont tous fermés.  Arkan maintenant est hors d’atteinte. J’ai besoin de toi Génie. Notre monde est aussi menacé » lui dit le Curateur. « Je dois retrouver Anna. Renata l’a envoyée dans un autre monde » lui dit Kirill.
« C’est fini le transit pour toi. Tu es le plus grand Fonctionnel de tous les temps. On va aller voir Félix à Sokolniki. Pour retrouver Anna tu dois d’abord sauver ce monde » répond le Curateur – « Kotya pourquoi tu portais des lunettes ? » lui demande Kirill. « Sans doute par ce que le look intello plait aux filles » répond-il puis « On décolle » et souriants ils partent tous deux en voiture.
Les pompiers éteignent les flammes d’incendie dans la tour. Sous les gravats épais comme un monticule il y a comme des mouvements qui apparaissent comme si quelqu’un voulait en sortir… Fondu au noir sur l’écran avant le mot FIN.

## Commentaire
Ce film appartient à plusieurs genres cinématographiques à la fois et cela en fait son originalité : science-fiction, crime et détective, mythe, et surtout amour car Kirill le héros ne cesse d’aimer Anna et de vouloir la retrouver de monde en monde tout en devenant invincible pour la sauver. Ce film est construit comme une succession de poupées russes gigognes emboitées les unes dans les autres. Du premier monde réel de Moscou, apparaît ensuite le premier monde parallèle Kimgim, puis le monde de Moscou des Fonctionnels, des fonctionnaires, des Curateurs non humains immortels, puis le monde de la prison pour les rebelles, avant celui d’Arkan, et avec retour ensuite dans Moscou profondément transformé et en péril. Ce voyage multidimensionnel est éclairé par des dialogues presque continuels qui servent de fil directeur temporel pour bien suivre et comprendre les évènements visuels successifs rapides qui s’enchainent très vite. Les effets spéciaux qui illustrent cette montée en puissance sont très créatifs originaux et parfaitement maitrisés.

## Fiche technique
- Titre original : Черновик, Tchernovik
- Titre français : Le Gardien des mondes
- Réalisation : Sergueï Mokritski
- Scénario : Sergueï Mokritski, Maхime Boudarine, Denis Kourychev et Olga Sobenina d'après le roman de Sergueï Loukianenko
- Direction artistique : Jurij Grigorovic
- Photographie : Alexandre Tananov
- Son : Dima Grigoriev, Aleksandr Volodin
- Production : Natalia Mokritskaya, Mila Rozanova, Uliana Saveleva
- Société de production : New People Film Company
- Pays d'origine :  Russie
- Langue originale : russe
- Format : Couleurs - 35 mm - 2,35:1 - son Dolby stéréo
- Genre : fantastique
- Durée : 112 minutes
- Dates de sortie :
  - Russie : 25 mai 2018
  - France : 26 juin 2019 (directement en DVD)

## Distribution
- Nikita Volkov : Kirill
- Evguéni Tkatchouk : Konstantin dit "Kotya"
- Vilen Babitchev : Fiodor
- Olga Borovskaïa : Anna
- Ioulia Peressild : Rose
- Severija Janusauskaite : Renata
- Ievgueni Tsyganov : Anton
- Ielena Iakovleva : la mère de Kirill
- Andreï Roudenski : le père de Kirill
- Andreï Merzlikine : Félix
- Irina Demidkina : Vasilisa
- Yang Ge : la chanteuse

## Distinctions

### Sélections
- Festival du cinéma russe à Honfleur 2018 : sélection en section Panorama.
- Semaine du cinéma russe à Paris 2018